# Москоу Шемрокс
Москоу Шемрокс (англ. Moscow Shamrocks GAA) — российский клуб по гэльским играм, базирующийся в городе Москва; первый и единственный на текущий момент в России спортивный клуб, занимающийся развитием гэльских игр. Преимущественно известен командой по гэльскому футболу. Президент клуба — Карл Брин (англ. Karl Breen).

## История
Команда по гэльскому футболу «Москоу Шемрокс» была создана в 2015 году группой энтузиастов — IT-специалистом из Ирландии Кираном Хареном (англ. Kieran Haren), занимающим пост президента клуба, преподавателем британской школы в Москве Аланом Муром и профессиональным игроком в гэльский футбол, а ныне тренером и спортивным журналистом Полом Сьиго. Пол Сьиго посвятил свою жизнь гэльскому футболу, защитив выпускную квалификационную работу по этому виду спорта и проработав тренером команд из Испании, США и Канады. Алан Мур прожил в Москве около 9 лет, изучая особенности российского футбола и путешествуя по городам России вместе со своим сыном Тимом. В команде проводят тренировки как коренные жители Москвы, так и сотрудники британской школы и британского посольства, а также бизнесмены из Ирландии, Австралии, США и иных стран (есть мужские и женские команды по гэльскому футболу).
Команда проводит тренировки и сборы на московском стадионе «Локомотив», а также в Крылатском и на стадионе МГУ. В Москве она играет товарищеские встречи против московских команд по австралийскому футболу, готовясь к выступлениям за рубежом. 2 июня 2018 года команда провела в Воронеже показательный матч против местного регбийного клуба «Гвозди», итоговый счёт которого при суммировании всех голов составил 25:10 в пользу москвичей.
В 2019 году женская команда по гэльскому футболу выступила на Всемирных гэльских играх (англ. Renault 2019 GAA World Games), став первыми представителями России на международном уровне. Фактически команда «Москоу Шемрокс» имеет статус российской национальной сборной.